# Deutsche Cadre-71/2-Meisterschaft 1940

Veranstaltungsort: Berlin

Die Deutsche Cadre-71/2-Meisterschaft 1940 ist eine Billard-Turnierserie und fand vom 6. bis 9. Juni 1940 in Berlin zum vierten Mal statt.

## Geschichte
Diese Cadre 71/2 Meisterschaft wurde offiziell als Deutsche Kriegsmeisterschaft ausgetragen und wurde von den Berliner Billardfreunden 1921 erfolgreich ausgerichtet. Sieger wurde zum zweiten Mal nach 1938 Walter Joachim. Er gewann alle Partien und spielte auch den besten Durchschnitt. Der Wiener Ernst Reicher, der für den Leipziger Billardclub antrat, wurde bei nur einer Niederlage gegen Joachim Zweiter. Platz drei sicherte sich der Altmeister Otto Unshelm. Durch das Kriegsgeschehen fehlten einige der besten deutschen Spieler bei dieser Meisterschaft.
Aufgrund der Annexion Österreichs durch Nazi-Deutschland nahmen auch österreichische Spieler an der Deutschen Meisterschaft teil.

## Modus
Es wurde im Round-Robin-Modus bis 300 Punkte gespielt.
Die Endplatzierung ergab sich aus folgenden Kriterien:
1. Matchpunkte
2. Generaldurchschnitt (GD)
3. Bester Einzeldurchschnitt (BED)
4. Höchstserie (HS)

## Teilnehmer (Alphabetisch)
1. Josef Bolz (Köln)
2. Wilhelm Eipeldauer (Wien)
3. Walter Joachim (Berlin)
4. Engelbert Kocian (Wien)
5. Walter Krüger (Berlin)
6. Andreas Oidmann (Dresden)
7. Ernst Reicher (Leipzig)
8. Otto Unshelm (Magdeburg)

### Abschlusstabelle
| Klassement                | Klassement         | Klassement | Klassement | Klassement | Klassement | Klassement | Klassement | Klassement |
| Platz                     | Name               | MP         | Pkte.      | Aufn.      | GD         | BED        | HS         |            |
| ------------------------- | ------------------ | ---------- | ---------- | ---------- | ---------- | ---------- | ---------- | ---------- |
| 1                         | Walter Joachim     | 14:0       | 2100       | 218        | 9,63       | 13,63      | 83         |            |
| 2                         | Ernst Reicher      | 12:2       | 2015       | 233        | 8,64       | 10,71      | 91         |            |
| 3                         | Otto Unshelm       | 8:6        | 1902       | 275        | 6,91       | 10,34      | 66         |            |
| 4                         | Andreas Oidmann    | 8:6        | 1962       | 287        | 6,83       | 7,50       | 53         |            |
| 5                         | Walter Krüger      | 6:8        | 1838       | 271        | 6,78       | 10,00      | 56         |            |
| 6                         | Wilhelm Eipeldauer | 4:10       | 1538       | 269        | 5,71       | 8,33       | 42         |            |
| 7                         | Engelbert Kocian   | 4:10       | 1675       | 314        | 5,33       | 7,50       | 41         |            |
| 8                         | Josef Bolz         | 0:14       | 1268       | 243        | 5,21       | –          | 51         |            |
| Turnierdurchschnitt: 6,77 |                    |            |            |            |            |            |            |            |